# Подлузский, Борис Петрович
Бори́с Петро́вич Подлу́зский (30 декабря 1888, Москва — 7 мая 1928, Москва) — советский общественный деятель, фотограф, председатель правления Русского фотографического общества (1921—1928).

## Биография
Родился в Москве. Окончил химическое отделение физико-математического факультета Московского университета. 
Член Русского фотографического общества (РФО) с 1909 года, представитель пикториальной школы фотографии Москвы. Является одним из инициаторов возрождения РФО в послереволюционной России, с 1921 года — председатель правления РФО.
В 1923 году выступал с докладами в Государственной академии художественных наук (ГАХН) «о новейших достижениях фото-исканий Запада и РСФСР», 29 ноября 1923 года на заседании секции полиграфических искусств ГАХН — с докладом «Кведенфельд и фотографика». Благодаря усилиям Подлузского, удалось добиться восстановления РФО в статусе самостоятельной организации: в 1924 году РФО вошло в состав ГАХН на правах ассоциации при Академии.
... главным инициатором большинства организационных начинаний <…>, самым компетентным и самым последовательным идеологом художественной фотографии среди сотрудников Академии был председатель РФО Борис Петрович Подлузский.
С 1925 года — научный сотрудник, организатор и заведующий фотокабинетом ГАХН, в работе кабинета  под руководством Подлузского принимали участие А. Д. Гринберг, Ю. П. Ерёмин, Н. И. Свищов-Паола, А. В. Хлебников и другие.
Член правления Российского общества по изучению Крыма (РОПИК) (1925—1927).
Член Центрального бюро (ЦБ) фотокиносекции ЦК Рабис, с 1926 года — первый председатель, затем — член фотокомиссии ЦБ фотокиносекции ЦК Рабис. Сотрудничал с журналами «Советское фото», «Рабис». Работы Подлузского выставлялись на тематических выставках «Искусство движения» (1925—1928). 
Председатель оргкомитета, член жюри выставки «Советская фотография за 10 лет» (1928), награждён почётным дипломом выставки.
Скончался 7 мая 1928 года от туберкулёза лёгких в Москве.
Альбом фотографий Подлузского (пейзажи и натюрморты) хранится в коллекции М. И. Голосовского.